# John Narváez
John William Narváez Arroyo (Esmeraldas, Ecuador; 12 de junio de 1990) es un futbolista ecuatoriano. Juega como defensa y su equipo actual es la Asociación Deportiva Tarma de la Primera División del Perú.

## Trayectoria
En el año 2008 debuta como futbolista profesional en el Deportivo Cuenca de la Serie A de Ecuador en donde jugó  hasta el año 2011.
Para la temporada 2012 el Club Deportivo El Nacional lo contrata, donde tiene una buena participación. Jugó la fase previa de la Copa Libertadores 2012.
En la temporada 2013 es contratado por el Club Sport Emelec, equipo con el que es tricampeón 2013, 2014 y 2015 y por su buen desempeño fue considerado en la selección nacional. Fueron sus mejores años futbolísticos.
Luego de una complicación con el club Fénix de Uruguay, dueño de su contrato, tuvo un paso por el Rocafuerte Fútbol Club.
A mediados de 2016 es fichado por Liga Deportiva Universitaria, bajo el visto bueno del entrenador uruguayo Álvaro Gutiérrez, además, donde fue titular varios partidos.
En el 2018 tiene su primer experiencia en el fútbol internacional y es confirmado como jugador del F. B. C. Melgar. Con el club fue campeón del Torneo Clausura 2018 del Perú.
En agosto del año 2020 es anunciado como jugador del Deportes Tolima para competir en la temporada 2020-21, el 20 de junio consiguió el campeonato del Torneo Apertura 2021.

## Selección nacional

### Categorías inferiores
Participó en la selección ecuatoriana de fútbol sub-20, en el sudamericano de Perú 2011, hacia el mundial de Colombia, logrando clasificar. En el mundial sub-20 celebrado en Colombia actuó en todos los encuentros que disputó Ecuador llegando a octavos de final.

#### Participaciones en Sudamericanos
| Campeonato                            | Sede   | Resultado    | Partidos | Goles |
| ------------------------------------- | ------ | ------------ | -------- | ----- |
| Sudamericano Sub-20 de 2011           | Perú   | Cuarto lugar | 8        | 0     |
| Juegos Panamericanos Guadalajara 2011 | México | Primera fase | 3        | 0     |

#### Participaciones en Copas del Mundo
| Campeonato                  | Sede     | Resultado        | Partidos | Goles |
| --------------------------- | -------- | ---------------- | -------- | ----- |
| Copa Mundial Sub-20 de 2011 | Colombia | Octavos de final | 4        | 0     |

### Selección absoluta
En abril de 2014, jugando para Emelec, fue convocado por primera vez a la selección de fútbol de Ecuador, dirigida por el técnico Reinaldo Rueda, para un microciclo. Aunque no fue parte del corte final de los 23 convocados definitivos, Narváez fue parte del plantel preliminar para la Copa Mundial de Fútbol de 2014. Fue convocado a la Copa América 2015.

#### Participaciones en Copa América
| Copa              | Sede  | Resultado      | Partidos | Goles |
| ----------------- | ----- | -------------- | -------- | ----- |
| Copa América 2015 | Chile | Fase de grupos | 0        | 0     |

### Partidos internacionales
Actualizado al último partido jugado el 20 de noviembre de 2018.
| \| N.° \| Fecha \| Ciudad \| Rival \| Resultado \| Resultado \| Competencia \| \| --- \| ----------------------- \| ---------------- \| ------ \| --------- \| --------- \| ----------- \| \| 1. \| 6 de junio de 2015 \| Guayaquil \| Panamá \| 4-0 \| Victoria \| Amistoso \| \| 2. \| 20 de noviembre de 2018 \| Ciudad de Panamá \| Panamá \| 2-1 \| Victoria \| Amistoso \| |                         |                  |        |           |           |             |
| N.° | Fecha                   | Ciudad           | Rival  | Resultado | Resultado | Competencia |
| 1. | 6 de junio de 2015      | Guayaquil        | Panamá | 4-0       | Victoria  | Amistoso    |
| 2. | 20 de noviembre de 2018 | Ciudad de Panamá | Panamá | 2-1       | Victoria  | Amistoso    |

## Clubes
| Club               | País     | Año       |
| ------------------ | -------- | --------- |
| Deportivo Cuenca   | Ecuador  | 2008-2011 |
| El Nacional        | Ecuador  | 2012      |
| Emelec             | Ecuador  | 2013-2015 |
| Rocafuerte F. C.   | Ecuador  | 2016      |
| Liga de Quito      | Ecuador  | 2016-2017 |
| F. B. C. Melgar    | Perú     | 2018-2019 |
| Macará             | Ecuador  | 2020      |
| Deportes Tolima    | Colombia | 2020-2021 |
| Carlos A. Mannucci | Perú     | 2022      |
| Guayaquil City     | Ecuador  | 2023      |
| ADT                | Perú     | 2024-act. |

## Palmarés

### Campeonatos nacionales
| Título             | Club            | País     | Año  |
| ------------------ | --------------- | -------- | ---- |
| Serie A de Ecuador | Emelec          | Ecuador  | 2013 |
| Serie A de Ecuador | Emelec          | Ecuador  | 2014 |
| Serie A de Ecuador | Emelec          | Ecuador  | 2015 |
| Torneo Clausura    | F. B. C. Melgar | Perú     | 2018 |
| Torneo Apertura    | Deportes Tolima | Colombia | 2021 |

### Distinciones individuales
| Distinción                                                                | Año  |
| ------------------------------------------------------------------------- | ---- |
| Mejor defensa de la Serie A de Ecuador                                    | 2014 |
| 11 ideal del Campeonato Ecuatoriano                                       | 2013 |
| 11 ideal del Campeonato Ecuatoriano                                       | 2014 |
| 11 ideal del Campeonato Ecuatoriano                                       | 2015 |
| 11 ideal del Campeonato Descentralizado (SAFAP)                           | 2018 |
| Preseleccionado como defensa en el mejor once de la Liga 1 según la SAFAP | 2019 |